# Mármol de Carrara
El mármol de Carrara (para los romanos marmor lunensis, o "mármol lunense") es un tipo de mármol, extraído de las canteras de los Alpes Apuanos en Carrara, Italia.
Universalmente conocido como uno de los mármoles más apreciados por su blancura (o con tonalidades azuladas-grisáceas), casi sin vetas, y grano de fino aspecto harinoso.

## Historia
Las canteras de mármol de Carrara fueron probablemente utilizadas durante la Edad de Bronce para producir utensilios variados y objetos decorativos y conmemorativos para incluir en las tumbas de los muertos.
Con los romanos se desarrolló una importante extracción y, desde la época de Julio César (48-44 a. C.), bloques de este mármol blanco fueron utilizados para las construcciones públicas de Roma y muchas casas patricias. El Panteón de Agripa y la Columna de Trajano están realizados con este material. La exportación se realizaba por el puerto de Luni, de ahí su nombre de "marmo lunense".
A partir del siglo V, la actividad extractiva se detuvo a raíz de las invasiones bárbaras. Luego, debido al desarrollo del cristianismo, el mármol tuvo una gran demanda para la construcción y la decoración interna de los edificios religiosos. La ferviente actividad de las canteras se debe principalmente a los "maestros", como el caso de los escultores Giovanni y Nicola Pisano, quienes lo utilizan para sus obras en la Italia Central, como en la Catedral de Siena con su púlpito gótico octogonal.

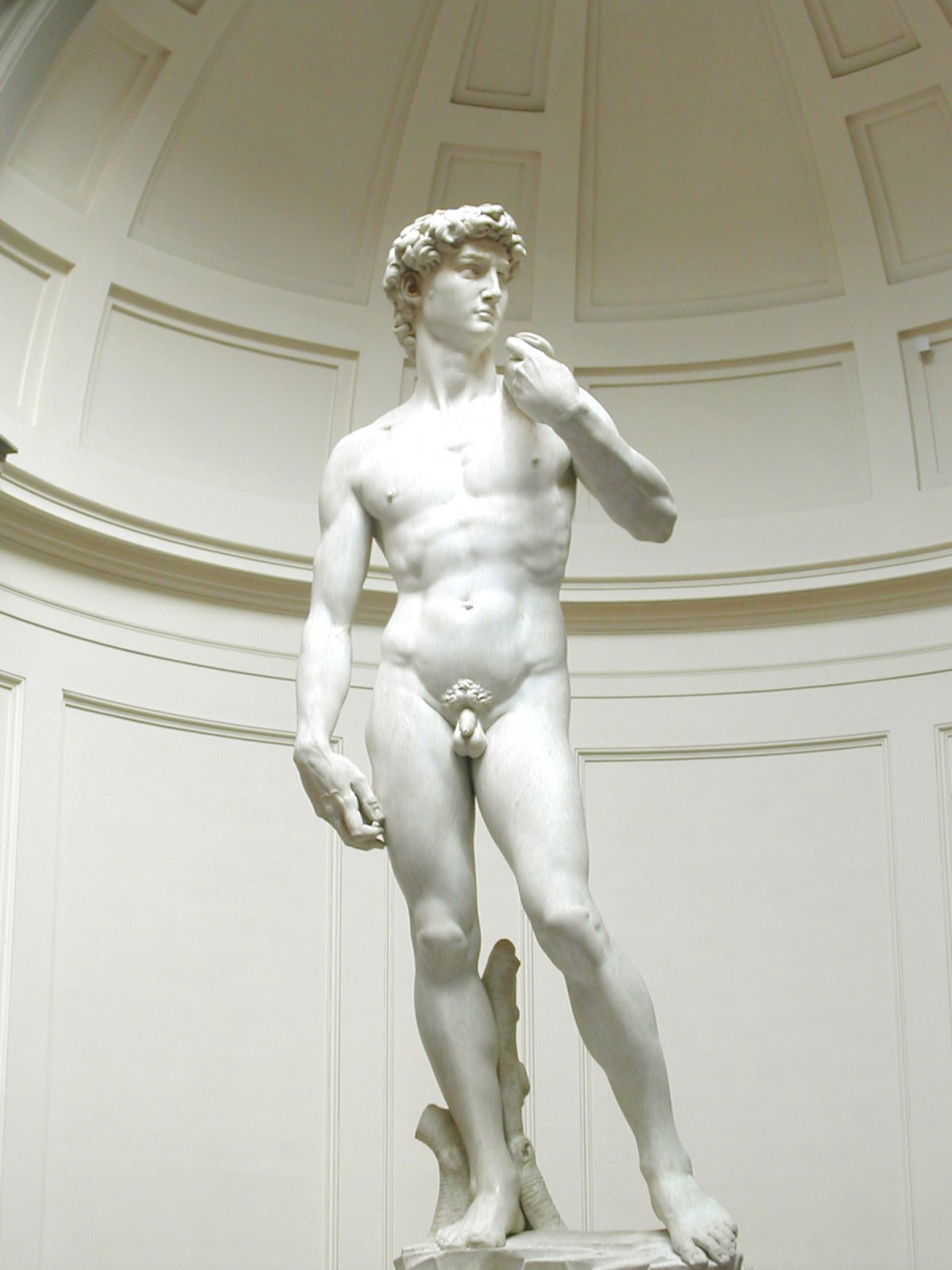
David de Miguel Ángel en mármol de Carrara.

En la Edad Media, la mayoría de las canteras eran propiedad del marqués Malaspina, quien a su vez las alquilaba a familias de maestros carraranos que gestionaban tanto la extracción como el transporte del preciado material. Algunos de ellos, como los Maffioli, que alquilaron unas canteras al norte de Carrara, en la zona de Torano, o, hacia 1490, Giovanni Pietro Buffa, que compró mármol a crédito a los canteros locales y luego lo revendió en el mercado veneciano, pudieron crear una densa red comercial, exportando el mármol incluso a lugares distantes. Solo por citar un ejemplo, a partir de 1474, primero Maffioli, luego Buffa, suministraron el mármol para la fachada de la Cartuja de Pavía, ocupándose también del transporte del material que, por barco, después de haber circunnavegado Italia, llegó al sitio de construcción del monasterio después de haber navegado por el Po y el Tesino en barco. A partir del siglo XVI, los canteros-mercaderes genoveses también se incorporaron a este floreciente comercio.
Fue el mármol preferido por Miguel Ángel en sus esculturas, quien personalmente seleccionaba los bloques para hacer sus obras, excepto en el caso de su David: este era originalmente un bloque de Carrara que pasó de mano en mano por otros escultores (Agostino di Duccio y Antonio Rossellino) y terminó finalmente en el estudio de Miguel Ángel, al que no le importaron las pequeñas deficiencias de origen del mismo.